# Elecciones parlamentarias de Chile de 1953
En las elecciones parlamentarias de 1953, realizadas en conjunto con las elecciones municipales, se escogieron 147 diputados y se renovaron 25 de los 45 senadores que forman parte del hemiciclo.
Si bien el sufragio femenino estaba aprobado desde 1949, estas fueron las primeras elecciones parlamentarias donde las mujeres pudieron participar activamente, lo que se vio reflejado en la cifra de habitantes inscritos para votar, la que superó el millón de personas, casi duplicando el número de la elección anterior. El plazo para inscribir las listas de candidatos ante la Dirección del Registro Electoral finalizó el 14 de febrero.
En esta oportunidad participaron 29 partidos, lo que significó un aumento sustancial en comparación a lo ocurrido en las votaciones pasadas. El alza se debió a la aparición de una decena de pequeñas colectividades ibañistas, las que se agruparon en dos coaliciones diferentes: Alianza Nacional del Pueblo y Federación Nacional de Fuerzas Ibañistas. Entre ambas no pudieron darle la mayoría necesaria al Carlos Ibáñez del Campo para gobernar el resto de su período presidencial sin conflictos con el Poder Legislativo.
El pluripartidismo también afectó profundamente la votación de partidos grandes como el Radical y Liberal. Solo el Partido Conservador Tradicionalista logró elevar su número de diputados electos.
Durante estas elecciones aún seguía vigente la Ley de Defensa Permanente de la Democracia, por lo que el Partido Comunista tuvo que presentarse de manera "camuflada" en el partido federado del Frente del Pueblo y en el Partido Socialista.

## Elección de laCámara de Diputados

### Resultados
| Pacto o partido                          | Sigla                  | Votos   | %?      | Dip.? | %?      | ± D.?       |
| ---------------------------------------- | ---------------------- | ------- | ------- | ----- | ------- | ----------- |
| Alianza Nacional del Pueblo              | ANAP                   | 241 508 | 31,05 % | 57    | 38,78 % |             |
| Partido Agrario Laborista                | PAL                    | 117 985 | 15,17 % | 29    | 19,73 % | +15         |
| Partido Socialista Popular               | PSP                    | 67 499  | 8,68 %  | 19    | 12,93 % | +13         |
| Partido Democrático del Pueblo           | PDP                    | 37 505  | 4,82 %  | 5     | 3,40 %  | +4          |
| Partido Radical Doctrinario              | PRDo                   | 17 889  | 2,30 %  | 3     | 2,04 %  | +3          |
| Partido Progresista Femenino             | PPF                    | 630     | 0,08 %  | 1     | 0,68 %  |             |
| Federación Nacional de Fuerzas Ibañistas | FENAFUI                | 114 911 | 14,77 % | 15    | 10,20 % |             |
| Unión Nacional de Independientes         | UNI                    | 31 673  | 4,07 %  | 9     | 6,12 %  |             |
| Partido Nacional Cristiano               | PNC                    | 20 669  | 2,66 %  | 4     | 2,72 %  |             |
| Acción Renovadora                        | AR                     | 9196    | 1,18 %  | 1     | 0,68 %  | Sin cambios |
| Partido Laborista                        | PLa                    | 7976    | 1,03 %  | 1     | 0,68 %  | +1          |
| Movimiento Nacional Ibañista             | MNI                    | 27 673  | 3,56 %  | 0     | 0,00 %  |             |
| Partido Femenino                         | PF                     | 8972    | 1,15 %  | 0     | 0,00 %  |             |
| Partido Radical                          | PR                     | 108 112 | 13,90 % | 19    | 12,93 % | -15         |
| Partido Liberal                          | PL                     | 81 750  | 10,51 % | 22    | 14,97 % | -11         |
| Partido Conservador Tradicionalista      | PCT                    | 77 672  | 9,99 %  | 16    | 10,88 % | +14         |
| Frente del Pueblo                        | FP                     | 38 371  | 4,93 %  | 9     | 6,12 %  |             |
| Partido Conservador Social Cristiano     | PCSC                   | 36 876  | 4,74 %  | 2     | 1,36 %  | -29         |
| Falange Nacional                         | FN                     | 22 171  | 2,85 %  | 3     | 2,04 %  | Sin cambios |
| Movimiento Nacional del Pueblo           | MONAP                  | 18 776  | 2,41 %  | 1     | 0,68 %  |             |
| Partido Democrático de Chile             | PDoCh                  | 11 301  | 1,45 %  | 1     | 0,68 %  | -5          |
| Partido Agrario                          | PA                     | 8100    | 1,04 %  | 2     | 1,36 %  |             |
| Unión Nacional de Jubilados              | UNJ                    | 6831    | 0,88 %  | 0     | 0,00 %  |             |
| Partido Democrático Nacional             | PDN                    | 2603    | 0,33 %  | 0     | 0,00 %  |             |
| Partido de Unidad Popular                | PUP                    | 2235    | 0,29 %  | 0     | 0,00 %  |             |
| Nueva Acción Pública                     | NAP                    | 1523    | 0,20 %  | 0     | 0,00 %  |             |
| Asociación Comerciantes Frutos del País  | ACFP                   | 1273    | 0,16 %  | 0     | 0,00 %  |             |
| Organización Campesina                   | OC                     | 700     | 0,09 %  | 0     | 0,00 %  |             |
| Movimiento Social Cristiano              | MSC                    | 434     | 0,06 %  | 0     | 0,00 %  | Sin cambios |
| Partido Nacional Araucano                | PNA                    | 303     | 0,04 %  | 0     | 0,00 %  |             |
| Independientes fuera de pacto            | Ind                    | 2359    | 0,30 %  | 0     | 0,00 %  |             |
| Total de votos válidos                   | Total de votos válidos | 777 809 | 100 %   |       |         |             |

### Listado de diputados 1953-1957
| Departamentos                                      | N.º | Diputado                         | Partido |
| -------------------------------------------------- | --- | -------------------------------- | ------- |
| Arica Pisagua Iquique                              | 1   | José Zárate Andreu               | PR      |
| Arica Pisagua Iquique                              | 2   | Luis Eduardo Undurraga Correa    | PL      |
| Arica Pisagua Iquique                              | 3   | Juan Checura Jeria               | PR      |
| Arica Pisagua Iquique                              | 4   | Pascual Tamayo Tamayo            | PSP     |
| Tocopilla El Loa Antofagasta Taltal                | 5   | Juan de Dios Carmona Peralta     | FN      |
| Tocopilla El Loa Antofagasta Taltal                | 6   | Domingo Cuadra Gazmuri           | PL      |
| Tocopilla El Loa Antofagasta Taltal                | 7   | Ramón Augusto Silva Ulloa        | PSP     |
| Tocopilla El Loa Antofagasta Taltal                | 8   | José Tomás Cueto Hemett          | MNI     |
| Tocopilla El Loa Antofagasta Taltal                | 9   | Pedro Cisternas Guzmán           | PSP     |
| Tocopilla El Loa Antofagasta Taltal                | 10  | Víctor Galleguillos Clett        | PS      |
| Tocopilla El Loa Antofagasta Taltal                | 11  | Hernán Brücher Encina            | PR      |
| Chañaral-Copiapó Freirina-Huasco                   | 12  | Héctor Montero Soto              | PSP     |
| Chañaral-Copiapó Freirina-Huasco                   | 13  | Manuel Magalhaes Medling         | PR      |
| La Serena Coquimbo Elqui Ovalle Combarbalá Illapel | 14  | Sergio Salinas Moreira           | PS      |
| La Serena Coquimbo Elqui Ovalle Combarbalá Illapel | 15  | Hugo Miranda Ramírez             | PR      |
| La Serena Coquimbo Elqui Ovalle Combarbalá Illapel | 16  | Edmundo Pizarro Cabezas          | PL      |
| La Serena Coquimbo Elqui Ovalle Combarbalá Illapel | 17  | Juan Peñafiel Illanes            | PL      |
| La Serena Coquimbo Elqui Ovalle Combarbalá Illapel | 18  | René Benavides del Villar        | PAL     |
| La Serena Coquimbo Elqui Ovalle Combarbalá Illapel | 19  | Alejandro Chelén Rojas           | PSP     |
| La Serena Coquimbo Elqui Ovalle Combarbalá Illapel | 20  | Hugo Zepeda Barrios              | PL      |
| Petorca San Felipe Los Andes                       | 21  | Alfonso David Lebón              | PAL     |
| Petorca San Felipe Los Andes                       | 22  | Héctor Ríos Igualt               | PCT     |
| Petorca San Felipe Los Andes                       | 23  | Marcelo Pizarro Herrera          | PL      |
| Valparaíso Quillota Limache                        | 24  | Luis Romaní Valenzuela           | PCT     |
| Valparaíso Quillota Limache                        | 25  | Francisco Palma Sanguinetti      | PCon    |
| Valparaíso Quillota Limache                        | 26  | Guillermo Rivera Bustos          | PL      |
| Valparaíso Quillota Limache                        | 27  | Raúl Benaprés Lafourcade         | PAL     |
| Valparaíso Quillota Limache                        | 28  | Arturo Ibáñez Ceza               | MNI     |
| Valparaíso Quillota Limache                        | 29  | Fernando Vial Letelier           | PL      |
| Valparaíso Quillota Limache                        | 30  | Alfredo Nazar Feres              | PR      |
| Valparaíso Quillota Limache                        | 31  | Rolando Rivas Fernández          | PR      |
| Valparaíso Quillota Limache                        | 32  | Rubén Hurtado O'Ryan             | MNI     |
| Valparaíso Quillota Limache                        | 33  | José Oyarzún Descouvieres        | PDP     |
| Valparaíso Quillota Limache                        | 34  | Armando Mallet Simonetti         | PS      |
| Valparaíso Quillota Limache                        | 35  | Heriberto Alegre Araya           | PSP     |
| 1.er. Distrito Metropolitano: Santiago             | 36  | Jorge Meléndez Escobar           | AR      |
| 1.er. Distrito Metropolitano: Santiago             | 37  | Humberto Pinto Díaz              | MONAP   |
| 1.er. Distrito Metropolitano: Santiago             | 38  | Francisco Javier Lira Merino     | PAL     |
| 1.er. Distrito Metropolitano: Santiago             | 39  | Sergio Recabarren Valenzuela     | PAL     |
| 1.er. Distrito Metropolitano: Santiago             | 40  | Hugo Rosende Subiabre            | PCon    |
| 1.er. Distrito Metropolitano: Santiago             | 41  | Jaime Antonio Egaña Baraona      | PCT     |
| 1.er. Distrito Metropolitano: Santiago             | 42  | Bernardo Larraín Vial            | PCT     |
| 1.er. Distrito Metropolitano: Santiago             | 43  | Hugo Martones Morales            | PDP     |
| 1.er. Distrito Metropolitano: Santiago             | 44  | Paul Aldunate Phillips           | PL      |
| 1.er. Distrito Metropolitano: Santiago             | 45  | José Musalem Saffie              | PNC     |
| 1.er. Distrito Metropolitano: Santiago             | 46  | Jacobo Schaulsohn Numhauser      | PR      |
| 1.er. Distrito Metropolitano: Santiago             | 47  | Arturo Olavarría Gabler          | PRDo    |
| 1.er. Distrito Metropolitano: Santiago             | 48  | Carlos González Espinoza         | PS      |
| 1.er. Distrito Metropolitano: Santiago             | 49  | José Oyarce Jara                 | PS      |
| 1.er. Distrito Metropolitano: Santiago             | 50  | Eduardo Maas Jensen              | PSP     |
| 1.er. Distrito Metropolitano: Santiago             | 51  | Fernando Pizarro Sobrado         | PSP     |
| 1.er. Distrito Metropolitano: Santiago             | 52  | Sergio Ojeda Doren               | UNI     |
| 1.er. Distrito Metropolitano: Santiago             | 53  | Juan Emeterio Martínez Camps     | PR      |
| 2.º. Distrito Metropolitano: Talagante             | 54  | José Lascar Lascar               | PNC     |
| 2.º. Distrito Metropolitano: Talagante             | 55  | Carlos Germán Valdés Riesco      | PCT     |
| 2.º. Distrito Metropolitano: Talagante             | 56  | Arnaldo Rodríguez Lazo           | PAL     |
| 2.º. Distrito Metropolitano: Talagante             | 57  | Florencio Galleguillos Vera      | PS      |
| 2.º. Distrito Metropolitano: Talagante             | 58  | Galvarino Rivera González        | PLa     |
| 3.er. Distrito Metropolitano: Puente Alto          | 59  | Marco Antonio Salum Yazigi       | PAL     |
| 3.er. Distrito Metropolitano: Puente Alto          | 60  | Julio Justiniano Prendez         | UNI     |
| 3.er. Distrito Metropolitano: Puente Alto          | 61  | Hermes Ahumada Pacheco           | PR      |
| 3.er. Distrito Metropolitano: Puente Alto          | 62  | Raúl Vives Vives                 | PL      |
| 3.er. Distrito Metropolitano: Puente Alto          | 63  | Mario Palestro Rojas             | PSP     |
| Melipilla San Bernardo San Antonio Maipo           | 64  | Pedro Nolasco Videla Riquelme    | FN      |
| Melipilla San Bernardo San Antonio Maipo           | 65  | Luis Valdés Larraín              | PCT     |
| Melipilla San Bernardo San Antonio Maipo           | 66  | Juan Acevedo Pavez               | MNI     |
| Melipilla San Bernardo San Antonio Maipo           | 67  | Rafael de la Presa Casanueva     | PAL     |
| Melipilla San Bernardo San Antonio Maipo           | 68  | Jorge Osorio Prado               | PS      |
| Rancagua Cachapoal Caupolicán San Vicente          | 69  | René Aurelio Jerez Contreras     | PAL     |
| Rancagua Cachapoal Caupolicán San Vicente          | 70  | Carlos Miranda Miranda           | PAL     |
| Rancagua Cachapoal Caupolicán San Vicente          | 71  | Salvador Correa Larraín          | PCT     |
| Rancagua Cachapoal Caupolicán San Vicente          | 72  | Armando Jaramillo Lyon           | PL      |
| Rancagua Cachapoal Caupolicán San Vicente          | 73  | Sebastián Santandreu Herrera     | PR      |
| Rancagua Cachapoal Caupolicán San Vicente          | 74  | Baltazar Castro Palma            | UNI     |
| San Fernando Santa Cruz Cardenal Caro              | 75  | Jorge Errázuriz Echeñique        | PL      |
| San Fernando Santa Cruz Cardenal Caro              | 76  | Carlos Errázuriz Eyzaguirre      | PCT     |
| San Fernando Santa Cruz Cardenal Caro              | 77  | Pedro González Fernández         | PCT     |
| San Fernando Santa Cruz Cardenal Caro              | 78  | Jorge de la Fuente Marchant      | PAL     |
| Curicó Mataquito                                   | 79  | Humberto Bolados Ritter          | PCT     |
| Curicó Mataquito                                   | 80  | Hernán Arellano Maturana         | PL      |
| Curicó Mataquito                                   | 81  | Óscar Naranjo Jara               | PSP     |
| Talca Curepto Lontué                               | 82  | Ricardo Quintana Aylwin          | PSP     |
| Talca Curepto Lontué                               | 83  | Fernando Hurtado Echeñique       | PCT     |
| Talca Curepto Lontué                               | 84  | Alfredo Illanes Benítez          | PL      |
| Talca Curepto Lontué                               | 85  | José Foncea Aedo                 | PAL     |
| Talca Curepto Lontué                               | 86  | Santiago Urcelay Emparanza       | PAL     |
| Constitución Cauquenes Chanco                      | 87  | Humberto del Río Gundián         | PL      |
| Constitución Cauquenes Chanco                      | 88  | Ricardo del Río Pinochet         | PAL     |
| Constitución Cauquenes Chanco                      | 89  | Luis Minchel Balladares          | PDP     |
| Linares Parral Loncomilla                          | 90  | Hernán Lobos Arias               | PA      |
| Linares Parral Loncomilla                          | 91  | Ignacio Urrutia de la Sotta      | PL      |
| Linares Parral Loncomilla                          | 92  | Sergio Bustamante del Campo      | PAL     |
| Linares Parral Loncomilla                          | 93  | José María Muñoz San Martín      | PAL     |
| Itata San Carlos                                   | 94  | Jovino Parada Quintana           | PL      |
| Itata San Carlos                                   | 95  | Ramón Espinoza Vásquez           | PAL     |
| Itata San Carlos                                   | 96  | Carlos Montané Castro            | PR      |
| Chillán Bulnes Yungay                              | 97  | Carlos Izquierdo Edwards         | PCT     |
| Chillán Bulnes Yungay                              | 98  | José Luis Martin Mardones        | PAL     |
| Chillán Bulnes Yungay                              | 99  | Orlando Sandoval Vargas          | PR      |
| Chillán Bulnes Yungay                              | 100 | Pedro Poblete Vera               | PS      |
| Chillán Bulnes Yungay                              | 101 | Serafín Soto Rodríguez           | PDoCh   |
| Concepción Tomé Talcahuano Yumbel                  | 102 | Aníbal Zúñiga Fuentealba         | PAL     |
| Concepción Tomé Talcahuano Yumbel                  | 103 | Enrique Serrano de Viale Rigo    | PCT     |
| Concepción Tomé Talcahuano Yumbel                  | 104 | Adán Puente Gómez                | PDP     |
| Concepción Tomé Talcahuano Yumbel                  | 105 | Pedro Espina Ritchie             | PL      |
| Concepción Tomé Talcahuano Yumbel                  | 106 | Humberto Enríquez Frödden        | PR      |
| Concepción Tomé Talcahuano Yumbel                  | 107 | Albino Barra Villalobos          | PS      |
| Concepción Tomé Talcahuano Yumbel                  | 108 | Salomón Corbalán González        | PSP     |
| Concepción Tomé Talcahuano Yumbel                  | 109 | Manuel Valdés Solar              | PSP     |
| Concepción Tomé Talcahuano Yumbel                  | 110 | Enrique Rodríguez Ballesteros    | UNI     |
| Arauco Lebu-Cañete                                 | 111 | Luis Martínez Saravia            | MUP     |
| Arauco Lebu-Cañete                                 | 112 | Virgilio Morales Vivanco         | PDP     |
| La Laja Nacimiento Mulchén                         | 113 | Jorge Rigo Righi Caridi          | PAL     |
| La Laja Nacimiento Mulchén                         | 114 | Gustavo Aqueveque                | PSP     |
| La Laja Nacimiento Mulchén                         | 115 | Manuel Rioseco Vásquez           | PR      |
| La Laja Nacimiento Mulchén                         | 116 | Francisco Vial Freire            | PCT     |
| Angol Collipulli Traiguén Victoria Curacautín      | 117 | Antonio Orpis Birchmeier         | PAL     |
| Angol Collipulli Traiguén Victoria Curacautín      | 118 | Miguel Huerta Muñoz              | PL      |
| Angol Collipulli Traiguén Victoria Curacautín      | 119 | Ernesto Araneda Rocha            | PL      |
| Angol Collipulli Traiguén Victoria Curacautín      | 120 | Juan Sepúlveda Rondanelli        | PR      |
| Angol Collipulli Traiguén Victoria Curacautín      | 121 | Nabor Cofré Palma                | PRDo    |
| Angol Collipulli Traiguén Victoria Curacautín      | 122 | Gustavo Enrique Martínez         | PSP     |
| Temuco Imperial Pitrufquén Villarrica              | 123 | Julián Abel Echavarrí Elorza     | PAL     |
| Temuco Imperial Pitrufquén Villarrica              | 124 | Manuel Bart Herrera              | PAL     |
| Temuco Imperial Pitrufquén Villarrica              | 125 | Gustavo Loyola Vásquez           | PCT     |
| Temuco Imperial Pitrufquén Villarrica              | 126 | Enrique Campos Menéndez          | PL      |
| Temuco Imperial Pitrufquén Villarrica              | 127 | Edgardo Barrueto Reeves          | PL      |
| Temuco Imperial Pitrufquén Villarrica              | 128 | José Cayupi Catrilaf             | PNC     |
| Temuco Imperial Pitrufquén Villarrica              | 129 | Esteban Romero Sandoval          | PNC     |
| Temuco Imperial Pitrufquén Villarrica              | 130 | Julio Durán Neumann              | PR      |
| Temuco Imperial Pitrufquén Villarrica              | 131 | Juan Fuentealba Oreño            | PRDo    |
| Temuco Imperial Pitrufquén Villarrica              | 132 | Luis Martínez Urrutia            | PSP     |
| Valdivia Panguipulli La Unión Río Bueno            | 133 | José Ignacio Palma Vicuña        | FN      |
| Valdivia Panguipulli La Unión Río Bueno            | 134 | Lía Lafaye Torres                | PPF     |
| Valdivia Panguipulli La Unión Río Bueno            | 135 | Ricardo Weber Kunstmann          | PAL     |
| Valdivia Panguipulli La Unión Río Bueno            | 136 | Alfredo Lea-Plaza Sáenz          | PAL     |
| Valdivia Panguipulli La Unión Río Bueno            | 137 | Juan Puentes García              | PL      |
| Osorno Río Negro                                   | 138 | Sergio Sepúlveda Garcés          | PL      |
| Osorno Río Negro                                   | 139 | Armando Palma Gallardo           | UNI     |
| Osorno Río Negro                                   | 140 | Luis Guzmán Canoura              | PAL     |
| Llanquihue-Puerto Varas Maullín-Calbuco Aysén      | 141 | César Lobos Barrientos           | PSP     |
| Llanquihue-Puerto Varas Maullín-Calbuco Aysén      | 142 | Federico Bucher Weibel           | PR      |
| Llanquihue-Puerto Varas Maullín-Calbuco Aysén      | 143 | Julio von Mühlenbrock Lira       | PAL     |
| Ancud Castro Quinchao                              | 144 | Belarmino Elgueta Becker         | PSP     |
| Ancud Castro Quinchao                              | 145 | Héctor Alejandro Correa Letelier | PCT     |
| Ancud Castro Quinchao                              | 146 | Raúl Morales Adriasola           | PR      |
| Magallanes                                         | 147 | Alfredo Hernández Barrientos     | PSP     |

#### Presidentes de la Cámara de Diputados
| Inicio              | Término             | Presidente | Presidente                   | Partido | Partido |
| ------------------- | ------------------- | ---------- | ---------------------------- | ------- | ------- |
| 15 de mayo de 1953  | 25 de mayo de 1955  |            | Baltazar Castro Palma        |         | UNI     |
| 25 de mayo de 1955  | 29 de enero de 1957 |            | Julio Durán Neumann          |         | PR      |
| 29 de enero de 1957 | 15 de mayo de 1957  |            | Juan de Dios Carmona Peralta |         | FN      |

## Elección delSenado

### Resultados
| Pacto o partido                      | Sigla                       | Votos   | %?      | Sen.? | %?      | ± S.?       |
| ------------------------------------ | --------------------------- | ------- | ------- | ----- | ------- | ----------- |
| Movimiento Nacional Ibañista         | MNI                         | 103 830 | 30,30 % | 7     | 28,00 % |             |
| Partido Agrario Laborista            | PAL                         | 55 775  | 16,28 % | 3     | 12,00 % |             |
| Movimiento Nacional Ibañista         | MNI                         | 29 861  | 8,71 %  | 3     | 12,00 % |             |
| Partido Democrático del Pueblo       | PDP                         | 17 183  | 5,01 %  | 1     | 4,00 %  |             |
| Movimiento Nacional del Pueblo       | MNP                         | 1011    | 0,30 %  | 0     | 0,00 %  |             |
| Partido Radical                      | PR                          | 59 270  | 17,30 % | 4     | 16,00 % | -3          |
| Partido Liberal                      | PL                          | 42 993  | 12,55 % | 6     | 24,00 % | -1          |
| Partido Conservador Tradicionalista  | PCT                         | 41 278  | 12,05 % | 3     | 12,00 % |             |
| Partido Socialista Popular           | PSP                         | 31 608  | 9,22 %  | 3     | 12,00 % |             |
| Frente del Pueblo                    | FP                          | 19 650  | 5,73 %  | 1     | 4,00 %  |             |
| Partido Socialista                   | PS                          | 15 792  | 4,61 %  | 1     | 4,00 %  | -1          |
| Partido Democrático de Chile         | PDoCh                       | 3840    | 1,12 %  | 0     | 0,00 %  |             |
| Unión Nacional de Jubilados          | UNJ                         | 18      | 0,01 %  | 0     | 0,00 %  |             |
| Partido Conservador Social Cristiano | PCSC                        | 19 123  | 5,58 %  | 0     | 0,00 %  |             |
| Unión Nacional de Independientes     | UNI                         | 11 342  | 3,31 %  | 1     | 4,00 %  |             |
| Acción Renovadora                    | AR                          | 6915    | 2,02 %  | 0     | 0,00 %  |             |
| Falange Nacional                     | FN                          | 3276    | 0,96 %  | 0     | 0,00 %  | Sin cambios |
| Partido Nacional Cristiano           | PNC                         | 1931    | 0,56 %  | 0     | 0,00 %  |             |
| Partido Radical Doctrinario          | PRDo                        | 1230    | 0,36 %  | 0     | 0,00 %  |             |
| Partido Laborista                    | PLa                         | 205     | 0,06 %  | 0     | 0,00 %  |             |
| Total de votos válidos               | Total de votos válidos      | 342 651 | 96,75 % |       |         |             |
| Votos nulos y en blanco              | Votos nulos y en blanco     | 11 518  | 3,25 %  |       |         |             |
| Total de sufragios emitidos          | Total de sufragios emitidos | 354 169 | 100 %   |       |         |             |

### Listado de senadores 1953-1957
Las agrupaciones provinciales que escogían senadores en esta elección para el período 1953-1961 fueron: Tarapacá y Antofagasta; Aconcagua y Coquimbo; O'Higgins y Colchagua; Ñuble, Concepción y Arauco; y Valdivia, Llanquihue, Chiloé, Aysén y Magallanes.
En el cuadro de distribución se encuentran marcados en celdas oscuras y negrilla aquellos escaños que se eligieron en esta elección. Las restantes provincias en el listado que a continuación se entrega, corresponden a los senadores del período 1949-1957.
| Provincias                                  | N.º | Senador                         | Partido |
| ------------------------------------------- | --- | ------------------------------- | ------- |
| Tarapacá Antofagasta                        | 1   | Fernando Alessandri Rodríguez   | PL      |
| Tarapacá Antofagasta                        | 2   | Raúl Galvarino Ampuero Díaz     | PSP     |
| Tarapacá Antofagasta                        | 3   | Marcial Mora Miranda            | PR      |
| Tarapacá Antofagasta                        | 4   | Salvador Allende Gossens        | PS      |
| Tarapacá Antofagasta                        | 5   | Guillermo Izquierdo Araya       | PAL     |
| Atacama Coquimbo                            | 6   | Humberto Álvarez Suárez         | PR      |
| Atacama Coquimbo                            | 7   | Isauro Torres Cereceda          | PR      |
| Atacama Coquimbo                            | 8   | Hernán Videla Lira              | PL      |
| Atacama Coquimbo                            | 9   | Raúl Marín Balmaceda            | PL      |
| Atacama Coquimbo                            | 10  | Eduardo Frei Montalva           | FN      |
| Aconcagua Valparaíso                        | 11  | Luis Bossay Leiva               | PR      |
| Aconcagua Valparaíso                        | 12  | Manuel Videla Ibáñez            | MNI     |
| Aconcagua Valparaíso                        | 13  | Carlos Alberto Martínez         | PSP     |
| Aconcagua Valparaíso                        | 14  | Pedro Poklepovic Novillo        | PL      |
| Aconcagua Valparaíso                        | 15  | Alfredo Cerda Jaraquemada       | PCT     |
| Santiago                                    | 16  | Eduardo Cruz-Coke Lassabe       | PCT     |
| Santiago                                    | 17  | Arturo Matte Larraín            | PL      |
| Santiago                                    | 18  | Ángel Faivovich Hitzcovich      | PR      |
| Santiago                                    | 19  | María de la Cruz Toledo         | PF      |
| Santiago                                    | 20  | Eugenio González Rojas          | PSP     |
| O'Higgins Colchagua                         | 21  | Juan Antonio Coloma Mellado     | PCT     |
| O'Higgins Colchagua                         | 22  | Francisco Bulnes Sanfuentes     | PCT     |
| O'Higgins Colchagua                         | 23  | Eduardo Pompeyo Moore Montero   | PL      |
| O'Higgins Colchagua                         | 24  | Gerardo Ahumada Pacheco         | UNI     |
| O'Higgins Colchagua                         | 25  | Guillermo Pérez de Arce Plummer | MNI     |
| Curicó Talca Linares Maule                  | 26  | Ulises Correa Correa            | PR      |
| Curicó Talca Linares Maule                  | 27  | Eduardo Alessandri Rodríguez    | PL      |
| Curicó Talca Linares Maule                  | 28  | Julio Pereira Larraín           | PCon    |
| Curicó Talca Linares Maule                  | 29  | Pedro Opaso Cousiño             | PL      |
| Curicó Talca Linares Maule                  | 30  | Alberto del Pedregal Artigas    | PL      |
| Ñuble Concepción Arauco                     | 31  | Humberto Martones Quezada       | PDP     |
| Ñuble Concepción Arauco                     | 32  | Blas Bellolio Zappettini        | PAL     |
| Ñuble Concepción Arauco                     | 33  | Gustavo Rivera Baeza            | PL      |
| Ñuble Concepción Arauco                     | 34  | Humberto Aguirre Doolan         | PR      |
| Ñuble Concepción Arauco                     | 35  | Enrique Curti Cannobio          | PCT     |
| Biobío Malleco Cautín                       | 36  | Raúl Rettig Guissen             | PR      |
| Biobío Malleco Cautín                       | 37  | Jaime Larraín García-Moreno     | PAL     |
| Biobío Malleco Cautín                       | 38  | Gregorio Amunátegui Jordán      | PL      |
| Biobío Malleco Cautín                       | 39  | Joaquín Prieto Concha           | PCT     |
| Biobío Malleco Cautín                       | 40  | Hernán Figueroa Anguita         | PR      |
| Valdivia Llanquihue Chiloé Aysén Magallanes | 41  | Carlos Acharán Pérez de Arce    | PL      |
| Valdivia Llanquihue Chiloé Aysén Magallanes | 42  | Jorge Lavandero Eyzaguirre      | MNI     |
| Valdivia Llanquihue Chiloé Aysén Magallanes | 43  | José García González            | PAL     |
| Valdivia Llanquihue Chiloé Aysén Magallanes | 44  | Exequiel González Madariaga     | PR      |
| Valdivia Llanquihue Chiloé Aysén Magallanes | 45  | Aniceto Rodríguez Arenas        | PSP     |

#### Presidentes del Senado
| Inicio             | Término            | Presidente | Presidente                    | Partido | Partido |
| ------------------ | ------------------ | ---------- | ----------------------------- | ------- | ------- |
| 15 de mayo de 1953 | 15 de mayo de 1957 |            | Fernando Alessandri Rodríguez |         | PL      |